# Pierre-Pascal Aubin
Pour les articles homonymes, voir Aubin.
Pierre-Pascal Aubin dit Diximus, né le 8 juillet 1941, à Enghien-les-Bains est un dessinateur et sculpteur français. Artiste-plasticien contemporain, plusieurs de ses œuvres sont présentes dans l’espace public en France, commandées dans le cadre du 1 % artistique.

## Biographie
C’est au lycée pilote d’Enghien-les-Bains que le peintre Pierre Valade, professeur de dessin, détectant les dispositions artistiques de l’élève Aubin, l’orienta vers l'option dessin. De 1958 à 1962, il suit les cours, Arts et industries du meuble, du bronze et de l’orfèvrerie à l’École Boulle de Paris et obtient un diplôme  de sculpteur sur bois,. Puis de 1962 à 1965, il étudie à l' École nationale supérieure des beaux-arts et fréquente les ateliers du graveur en pierre fine Félicien Favrat et du graveur en médaille Raymond Corbin. De 1965 à 1969, il suit les cours de sculpture dans l'atelier de Louis Leygue.
En 1967, il  reçoit le Premier Second Grand Prix de Rome,. De 1972 à 1974, il est nommé en qualité de pensionnaire de la Section artistique (Sculpture) de la Casa de Velázquez,.

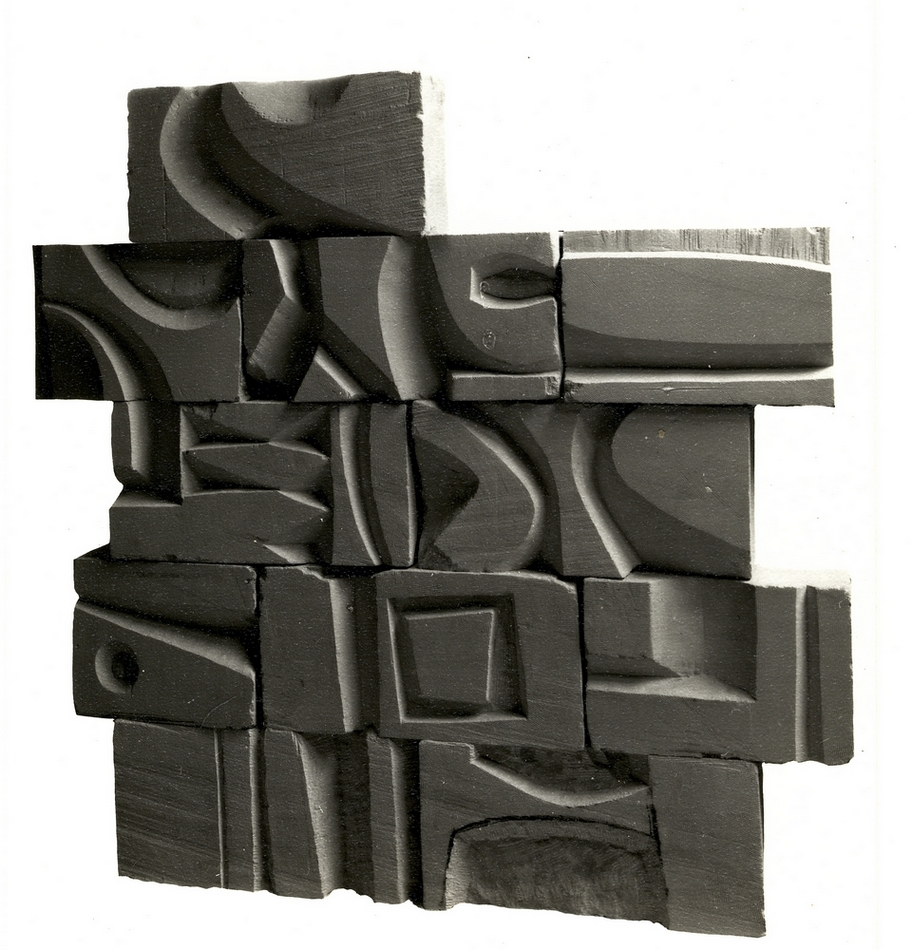
Composition (pierre) pour école maternelle.
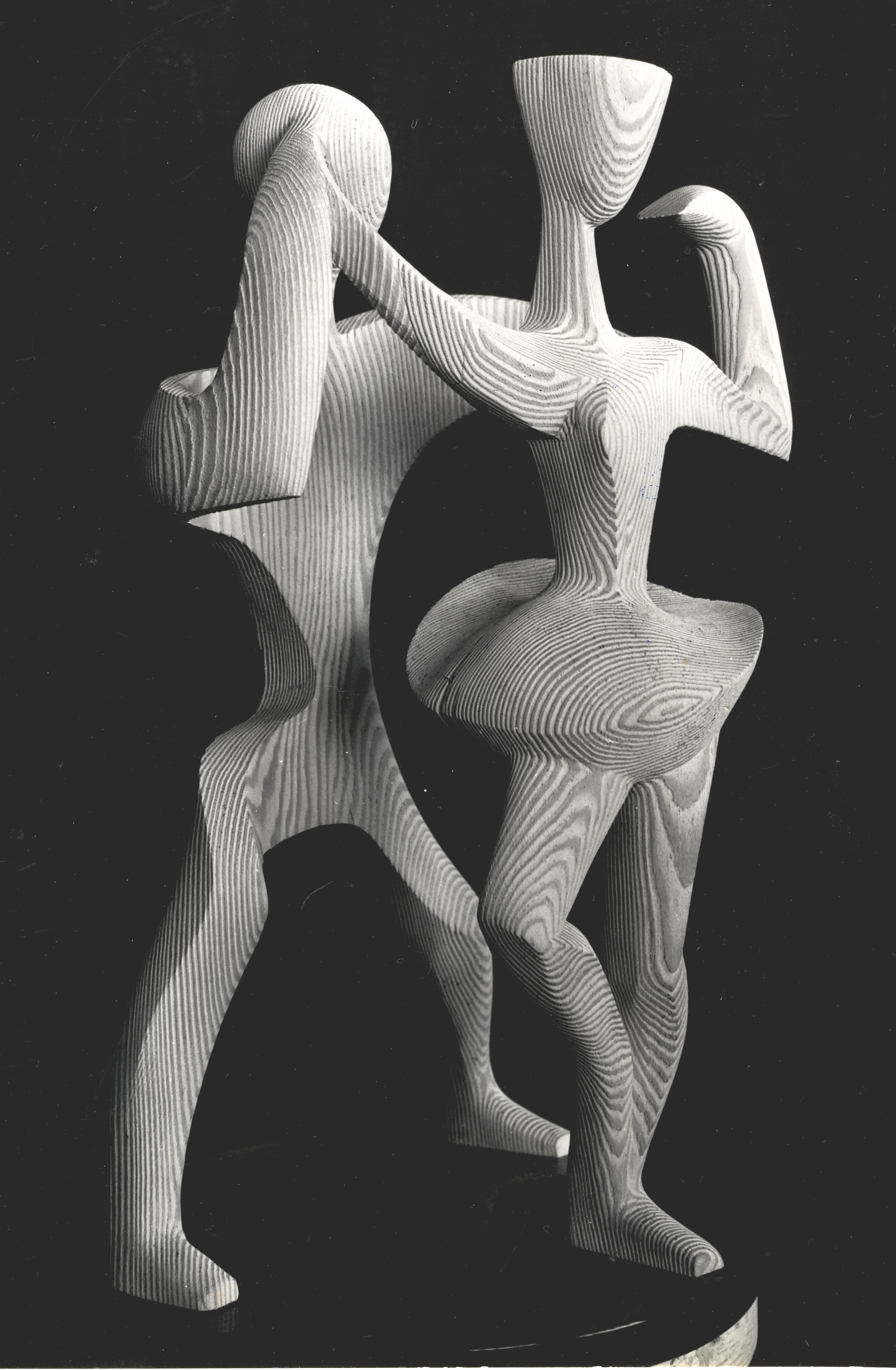
La Danse, 1962.
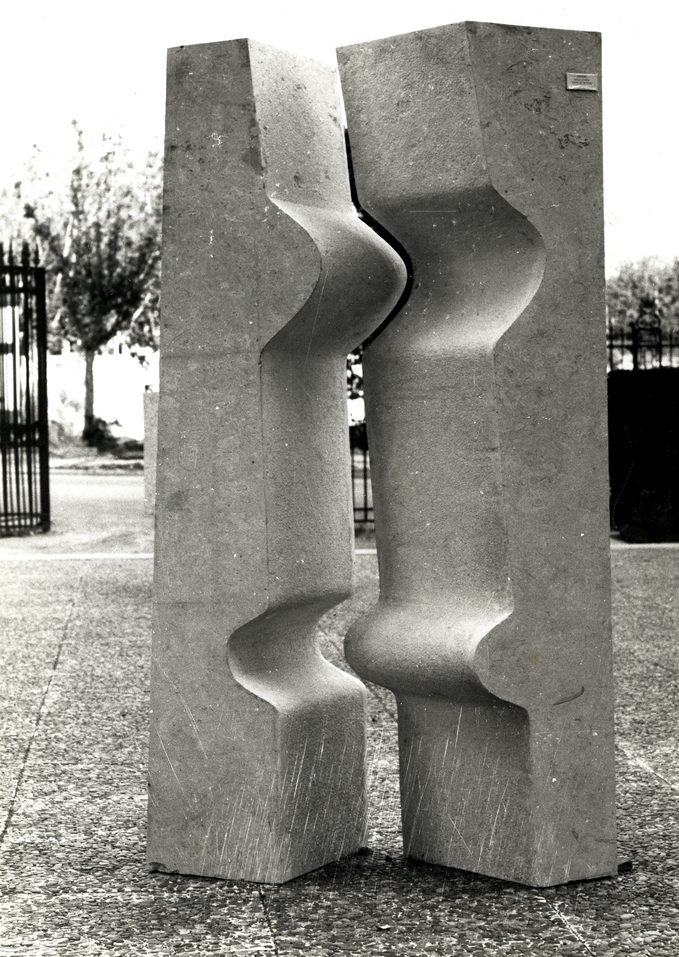
Complémentarité, 1974.

Il a épousé une des filles du peintre Jean-Denis Maillart, ensemble, ils ont deux enfants.

## Œuvre
« Diximus mena durant toute sa vie une carrière d'artiste indépendant. Son œuvre se répartit entre des commandes publiques d’art monumental privilégiant la géométrie, voire l’abstraction et des pièces de dimensions réduites, modelées en terre puis fondues en bronze, dont les personnages, parfois en groupes, forment le monde poétique, humoristique et tendre de Diximus ». Sa liberté artistique lui tient à cœur.

### Réalisations monumentales publiques

#### Municipales
- « Composition » : commande de huit bas-reliefs moulés en béton pour la Rénovation Urbaine de Franconville, 1967-1968 (ils signale successivement deux passages piétons le long d’une longue barre d’immeubles neufs mis en place par la Semeaso)[9],[10],[11].

#### Nationales (dans le cadre du1% artistique)
- « Complémentarité » :  sculpture en ronde-bosse au collège Compère-Morel à Breteuil (Oise) en deux parties, en pierre de Caravaca de la Cruz de 2 × 0,65 m chacun, 1975, commandé par Jean Estienne (1923-2018), conseiller artistique région Picardie et archiviste de l’Aisne, 1975[12],[13],[14].
- « Les Chemins de la Connaissance » : bas-relief au Collège G. Pompidou d’Enghien (Val-d’Oise), 1970. Trente-cinq mètres de long sur 1,10 m en ardoise d'Angers creusées au jet de sable[15].
- « L’Escargot » : sculpture en ronde-bosse en tôle polychrome sur socle béton pour l’École maternelle Louise-Michel à Soissons (Aisne), commandé par Jean Estienne, 1975[12],[16]
- « Famille » : École maternelle J. Cocteau à Crépy-en-Valois (Oise), ronde-bosse en granit de Navacerrada, 1975 commandée par Jean Estienne, 1975[12],[15],[16].
- « Correspondance » : sculpture en ronde-bosse en tôle galvanisée à froid polychrome, Groupe scolaire Robida à Compiègne (Oise), commandé par Jean Estienne, 1975[12],[16].

### Réalisations publiques sous forme de sculptures ludiques/mobilier en bois polychrome et polymorphe 1%
« En matière de design, dit-il, j’ai conçu des jeux polymorphes de la grandeur d’un enfant, modules s’emboitant, sorte de casse-tête géant ou mobilier – un industriel en avait tiré quelques exemplaires en plastique par roto moulage. D’autres conceptions dans le cadre du 1% ont été réalisées en bois peint léger et résistant et expérimentées avec succès dans des écoles maternelles. »
- École maternelle de La Chanaye, Mâcon, 1977[17].
- École maternelle de Saint-Laurent-de-Mure (Rhône), 1979[11].
- École maternelle du Grand Grésil, Vesoul (Haute-Saône), 1979[11].

### Réalisation sculpturale décorative
Ronde-bosse en pin naturel 2,20 × 0,50 × 0,50 m pour l'agence d'architecture ATAU Saint-Quentin, sculpture monumentale accolée à la porte d'entrée (visible à la fois de la rue et de l'intérieur), signée en bas P. P. Aubin incrusté à l'étain dans le bois.1969.

### Bronzes d'art
De nombreuses créations de Diximus, tant symbolistes (stylisées, qui ne s'éloignent pas de la réalité) qu'intimistes se trouvent dans des collections particulières en France et à l'étranger,
Symbolisme

Une stylisation ou idéalisation dans l'approche esthétique a donné naissance chez Diximus à un ensemble en bronze poli : « Sphère suggérée », « Sphère-cercle », « Nouveau-né ».

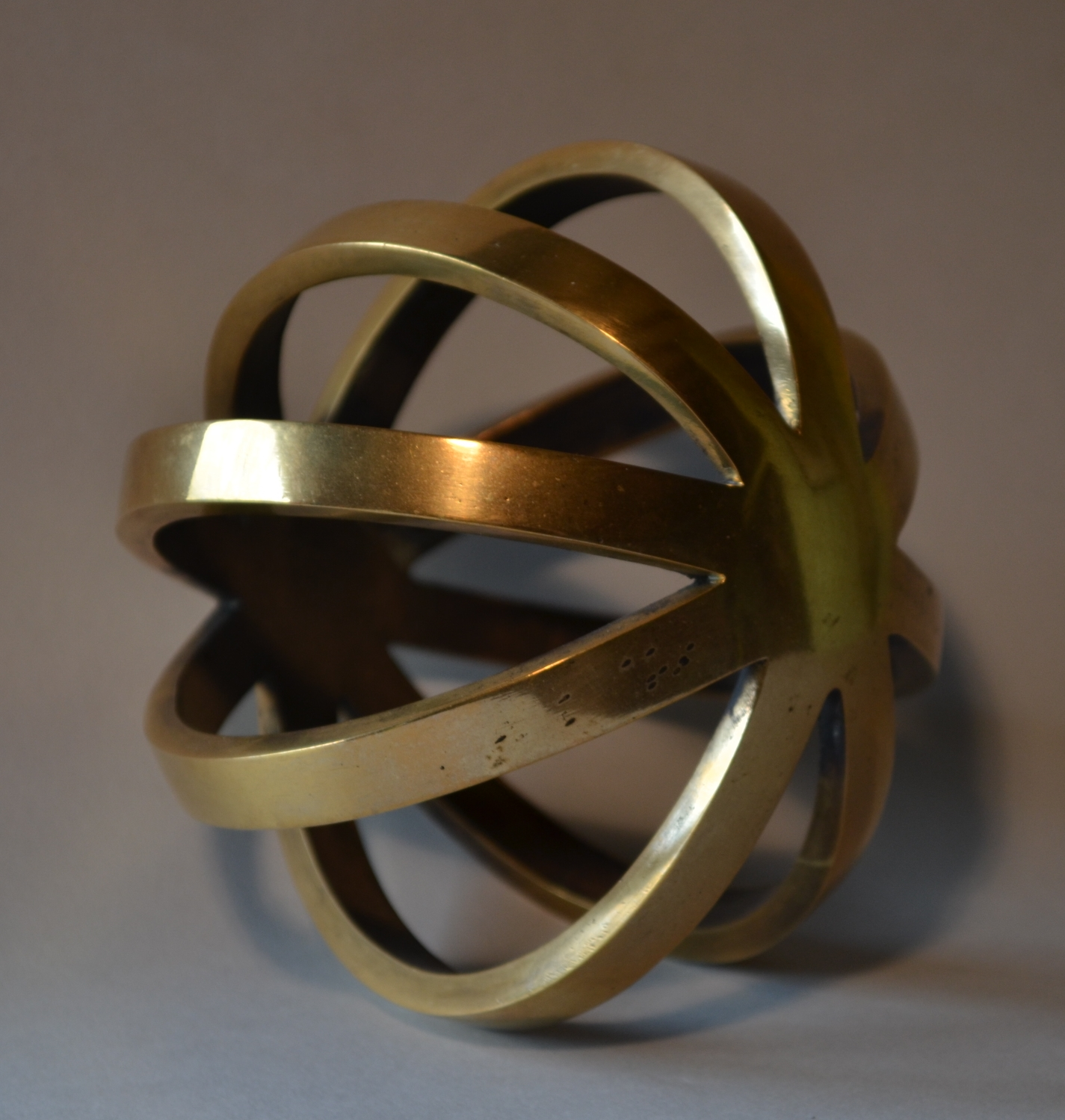
Aubin Diximus, « Sphère suggérée ».
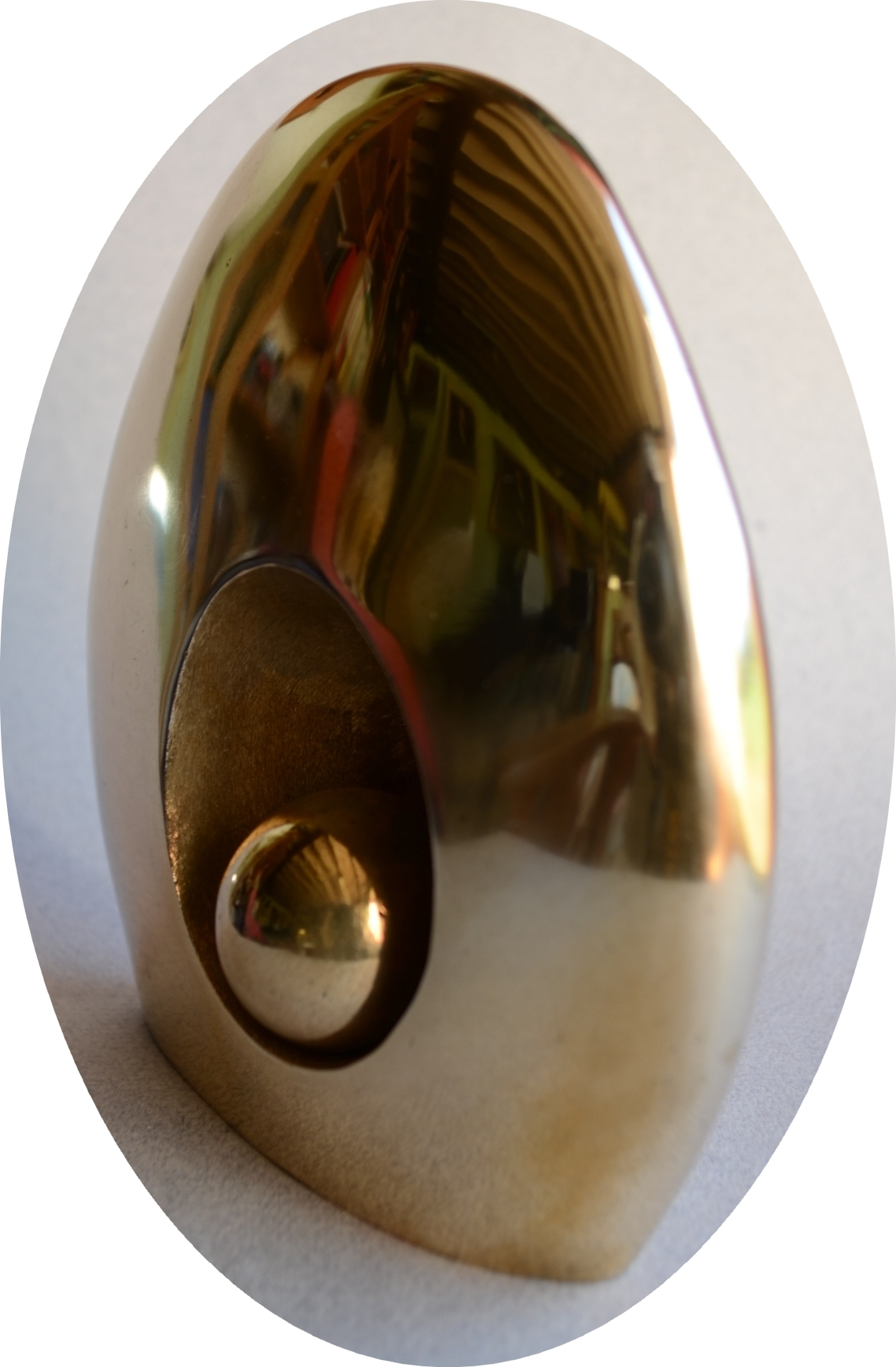
Aubin Diximus, « Mère et enfant ».
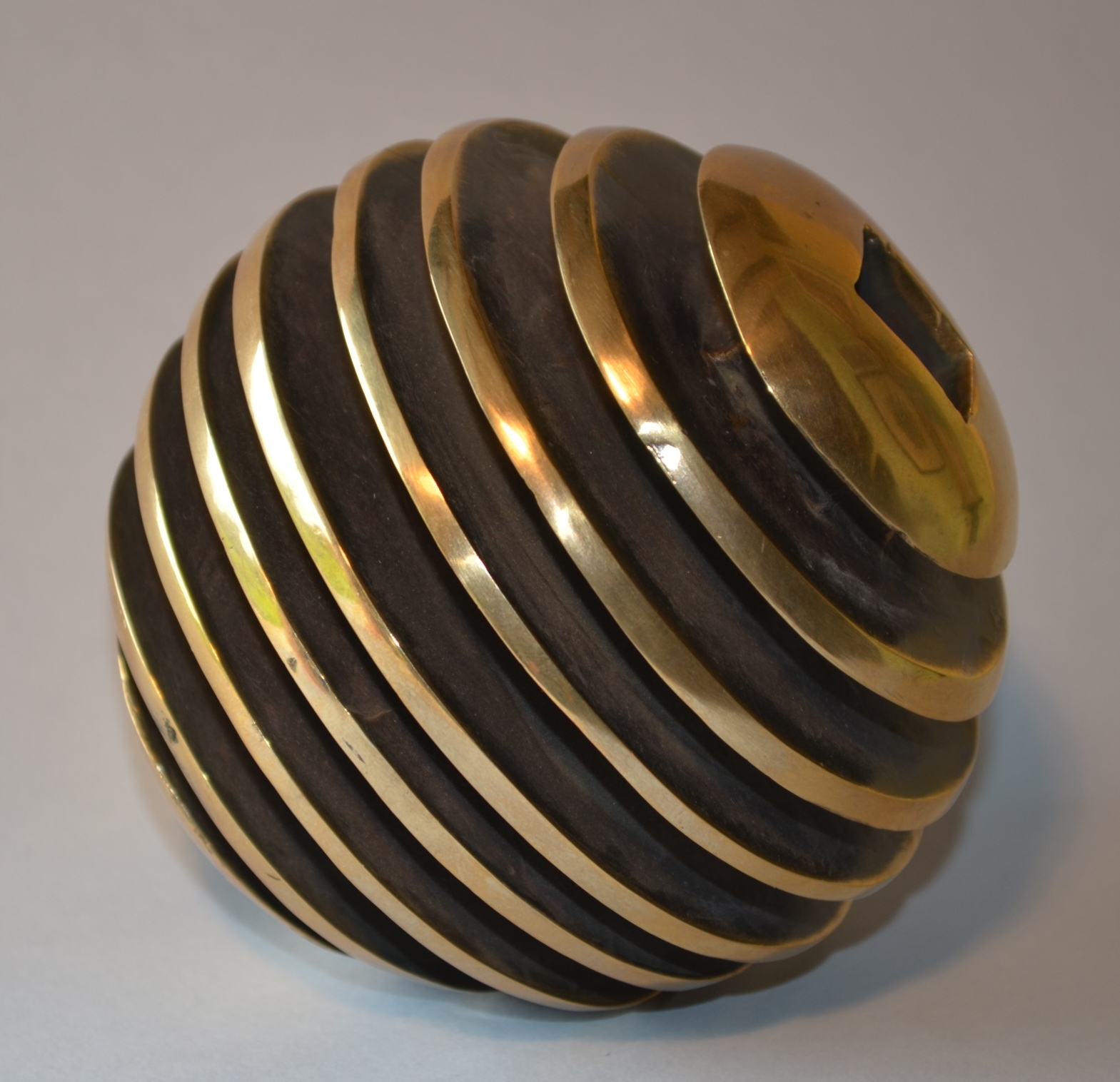
Aubin Diximus, « Sphère-cercles ».

« Si la manière intimiste convient pour moi aux personnages et animaux, les autres formes par contre peuvent être vues en structures fondamentales. Le symbolisme n’est pas à proprement parler un mouvement ou une école, c’est le refus de la fidèle transposition de la nature pour n’en retenir que la quintessence, l’essentiel au profit d’un idéal plastique, une forme pure simplifiée. En somme, abandon des formes enseignées mais effort de l’esprit. » P-P. A.D. 
Intimisme
« Les petites et les grandes choses de la vie quotidienne, les personnages savoureux que l'on rencontre dans les lieux anodins de nos existences, les moments intenses d'amour et d'amitié qui ponctuent les aléas de nos émotions. Tout cela peut paraître trop intime, quelque peu grotesque, insignifiant face aux grands thèmes traditionnels de l'art. Mais lorsque le regard de l'artiste s'y pose, lui seul peut voir toute l'humanité, toute la grandeur que chacun d'entre nous, au bureau comme dans le métro, à la maison comme au spectacle porte en lui. Et si l'art peut l'exprimer dans la drôlerie, la dérision, la tendresse, alors il nous faut applaudir au travail extraordinaire que réalise le sculpteur Aubin Diximus avec ses bronzes en cire perdue qui content, chacun à sa manière, Métro, boulot, dodo ; Le Cancre ;  Interminable attente ; Madame Propre ; les choses de la vie, la vie tout simplement. Donner un volume, une épaisseur à tous ceux qui se croient anonymes, transcender une société qui pleure d'avoir perdu son âme, tel est le pari plus que tenu par Diximus qui sait comme peu d'artistes, faire dire à ses sculptures ce que nous ne savons plus exprimer : la beauté dans les petites choses ; le bonheur dans les situations incongrues, et puis tout simplement la grandeur de vivre. Rares sont les artistes qui, aujourd'hui, regardent notre monde avec sérénité, et nous élèvent au rang de muse.  »   -- Pascal Fiévet,.      
« L'artiste donne une forme à ses sentiments pour émouvoir à son tour. Tout dans la nature a un sens caché. Mettre en évidence le grotesque traduire les émotions par les moyens les plus simples, avoir l'œil juste. Ce genre où l'intimité ne s'éloigne pas de la réalité sous-entend la modestie de l'artiste, son respect des êtres, chargés de vie. » Marcel Gimond.

#### Technique
« La réalisation du moule qui va accueillir le bronze en fusion est une étape importante. C'est le travail de l'artiste qui confie ensuite son œuvre a un fondeur. ». Ainsi toute cire perdue devient-elle prétexte, objet d'étude, mode de réflexion avant de prendre forme. Et des volumes naissent dans l'épaisseur avant de s'immortaliser dans le métal, à son tour, réinvesti, remodelé.

## Expositions

### Expositions particulières
- 1960 : Belfort (Territoire de Belfort), Galerie Barbier-Bourquin Peintures du 30 janvier au 5 février 1960[22].
- 1964 : Belfort (Territoire de Belfort), Galerie Barbier-Bourquin Peintures et Sculptures du 1er au 20 juin 1964[23].
- 1965 : Roubaix, Galerie du Colisée Exposition de dessins[24].
- 1983 :  Lingenfeld (Rhénanie-Palatinat), Allemagne[25],[26].
- 1990 : Galerie Orbandale à Chalon s/Saône (Saône et Loire)[27].
- 1991 : Gray (Haute-Saône), Musée Baron Martin du 20 juin au  mois de septembre[28].
- 1992 : Les Lilas (93) Espace d'Anglemont[29],[30].
- 2002 : CHS  de Dun-sur-Auron (Cher), Bronzes et jeux du 17 au 30 mai[31].

#### Participation aux manifestations notables

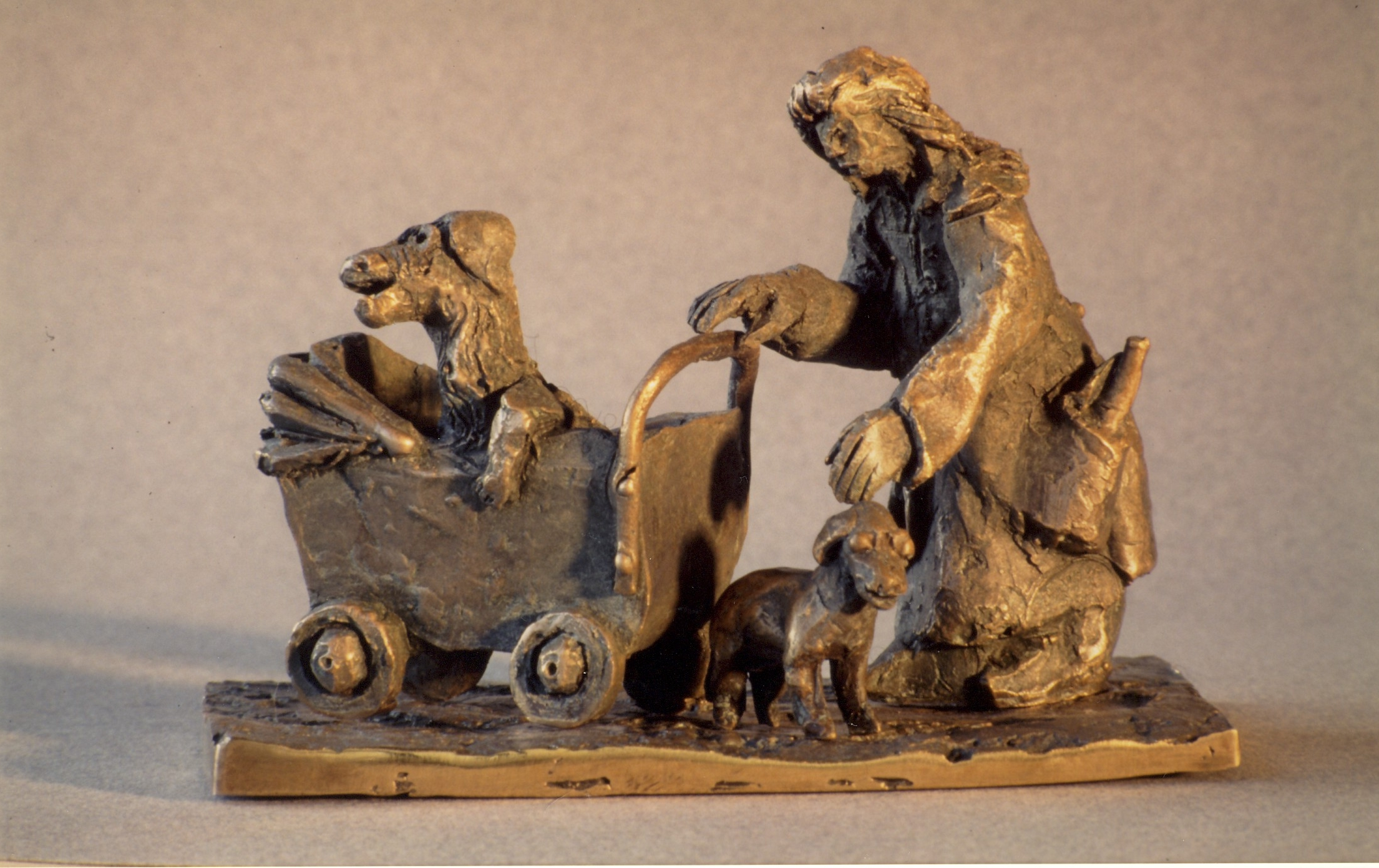
Aubin Diximus, Clocharde, 1990.

## Publications
- Diximus, préface de François de Closets, plaquette auto-éditée, 1975[72]« En ce temps de fuite dans l'abstraction, alors que la création s'éloigne toujours davantage du réel, le sculpteur me rassure. Lui, moi, doit vivre au contact de la matière, de l'envie parfois d'avoir les mains calleuse et de transpirer dans son atelier, moi qui n'éprouve de mon travail plus la tension des nerfs et la lourdeur du crâne.. ».......François de Closets
- Les Églises du Val d’Oise  , auto-édition, mars 2012, 183 croquis au crayon, (format 21 × 29,7 cm), 190 p.  (ISBN 978-2-7466-4467-0)[73].
- Diogène Maillart, 1840-1926, catalogue raisonné, auto-édition 2014, 228 pages, 260 reproductions couleur,(OCLC 904478958),  (ISBN 978-2-9549289-0-6).
- Un humble fils de paysan, Diogène Maillart (1840-1926), peintre parisien conférence du 12 mars 2019[74]

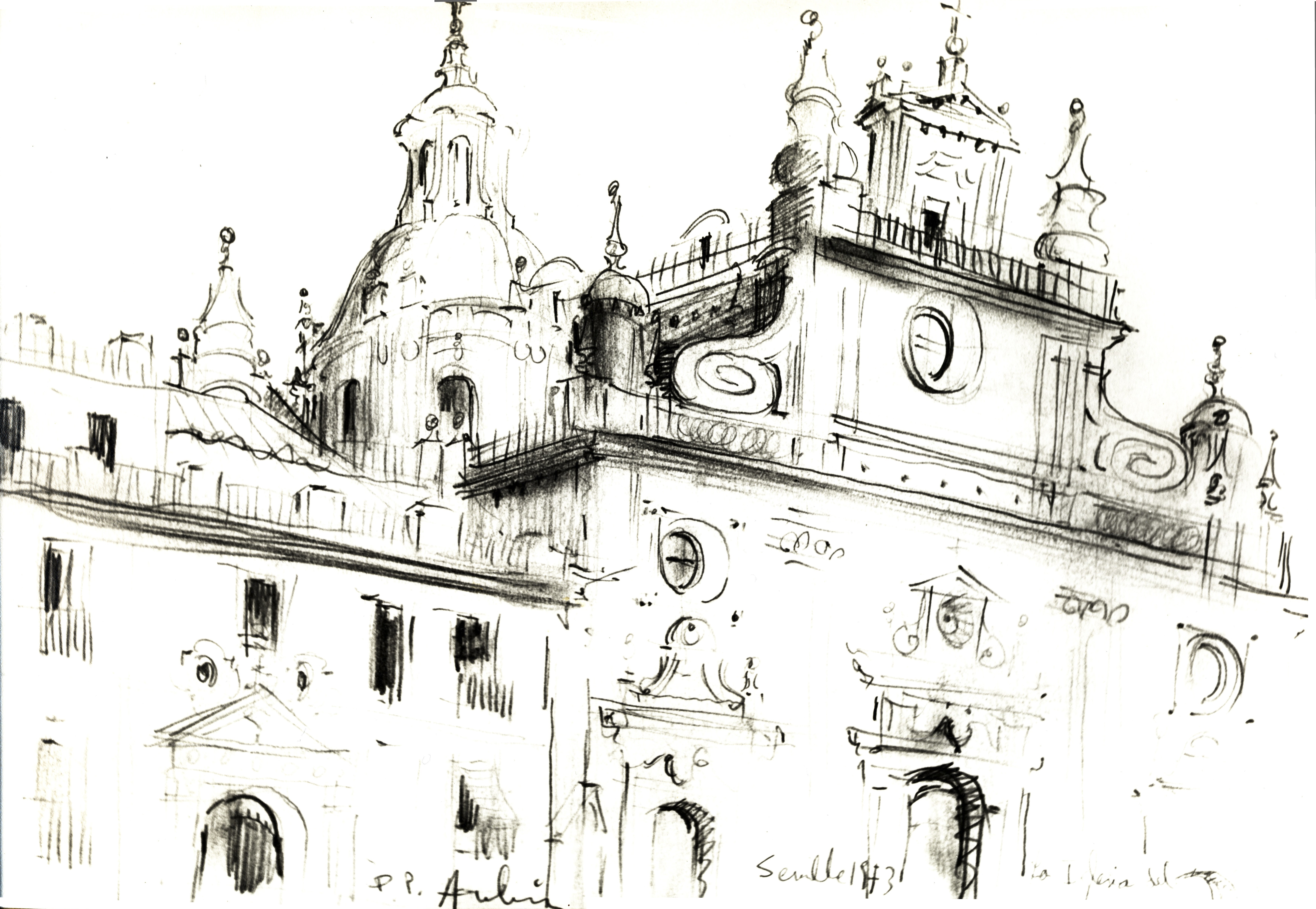
Façade dessinée à Séville, 1973.
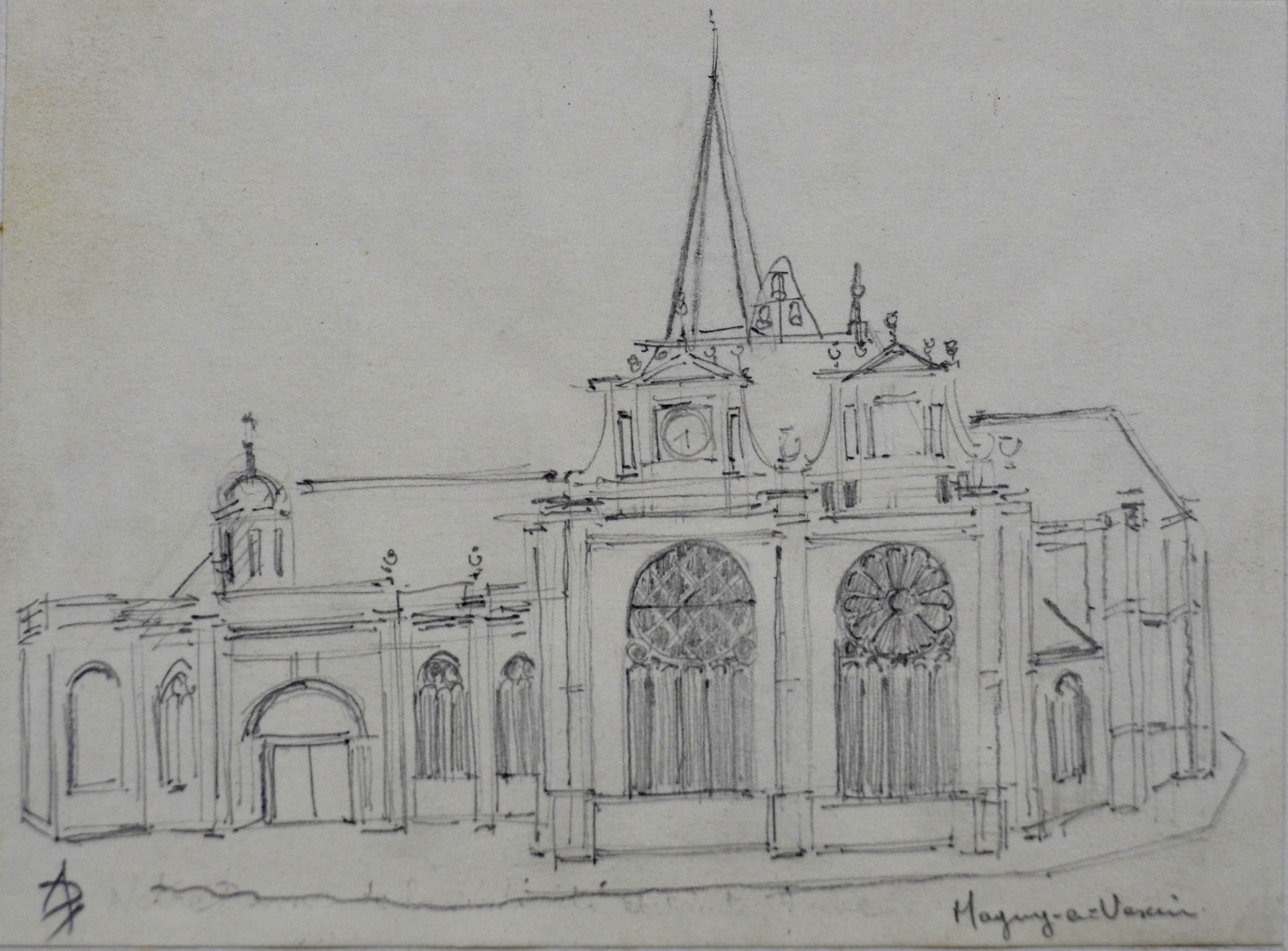
Aubin Diximus, Magny-en-Vexin, 1966.
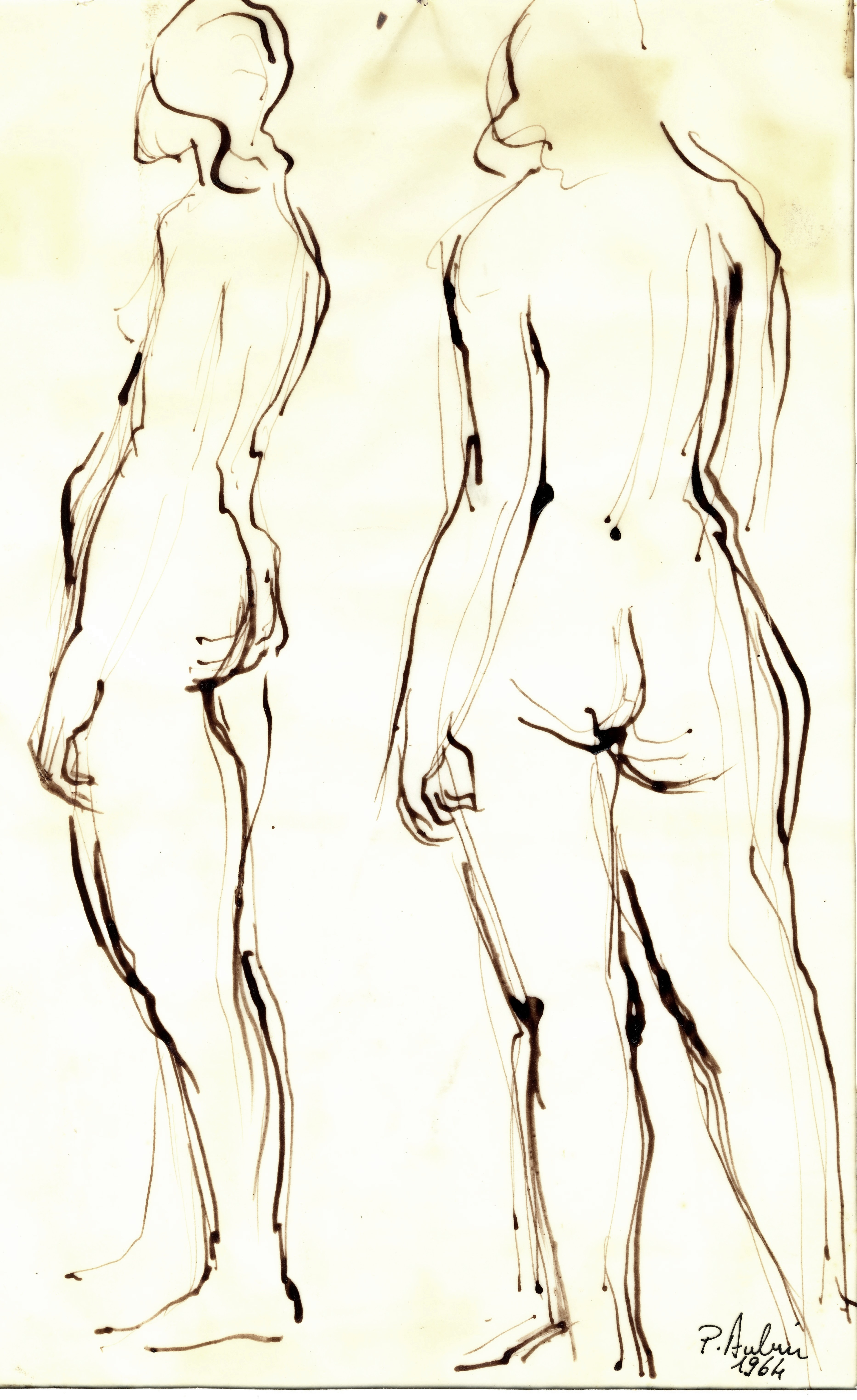
Aubin Diximus, études de nu.
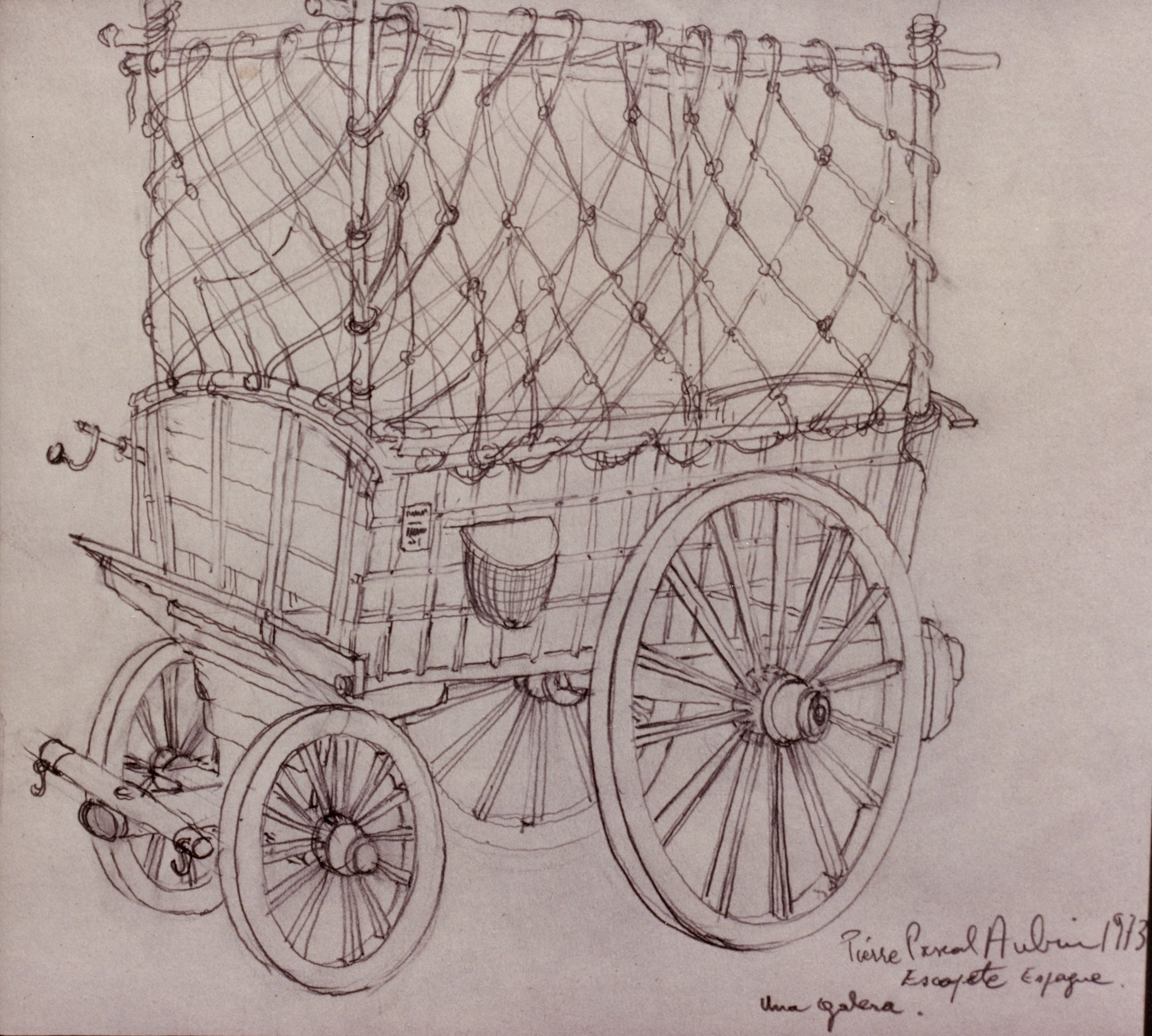
Aubin Diximus, Una Galera Espagne, 1973.

## Conservation
- Palais de la Casa Velázquez à Madrid, dessin au crayon sur papier 22 × 18 cm, « Una galera » signé en bas à droite annoté « Escopete Espagne », 1973 (le pensionnaire est tenu par la Direction de se laisser prendre une œuvre par année de séjour à la Casa).
- Palais de la Casa Velázquez à Madrid, bronze en ronde-bosse cire perdue « Araceli » 32 cm, 1974.
- Musée Baron Martin à Gray, dessin original crayon sur papier 30 × 18 cm. Étude de nu féminin, signé en bas à droite. INV GR93290bis, 1991.
- Museo Pastrana (Guadalajara), Espagne. Bronze « Sortie de Bain » 23 cm[75].

## Prix
- Premier second Grand Prix de Rome sculpture (bas-relief), 1967, Institut de France académie des Beaux-Arts[76],[77],[78].
- Casa de Velázquez, section artistique, de 1972 à 1974 Madrid, Institut de France Académie des beaux-Arts et Ministère de l’Éducation nationale[79],[80],[81]..
- Frédéric de Carfort[82] en sculpture, 1992[83],[84].

## Distinction
Président de l'Association René Davoine Charolles du 9 octobre 2002 au 12 novembre 2009.